# Seznam filmov Miramax Films
Seznam filmov v produkciji in/ali distribuciji ameriškega studia Miramax Films začetku leta 1979.

## Filmografija
- Rockshow (1980)
- Seks, laži in videotrakovi (1989) ,(distributor), angleško »Sex, lies, and videotape«
- V postelji z Madonno (1991), distribucija od LIVE Entertainment, znan kot »Madonna: Truth or Dare«
- Papež mora umreti (1991), koprodukcija z FilmFour Productions in Palace Pictures
- Zločin iz ljubezni (1992), angleško »Love Crimes«
- Piano (1993)
- Šund (1994)
- Noč čarovnic: Prekletsvo Michaela Myersa (1995)
- Nikoli končana zgodba 3: Pobeg iz Fantazije (1996), angleško »The NeverEnding Story III: Escape from Fantasia«
- Dnevnik Bridget Jones (2001), koprodukcija z Universal Pictures, StudioCanal in Working Title Films
- Tolpe New Yorka (2002)
- Ostržek (2002) (English dub, distributor)
- Letalec (2004, koprodukcija z Warner Bros.
- Film, da te kap 4 (2006, koprodukcija z Dimension Films
- Film, da te kap 5 (2008, koprodukcija z Dimension Films in The Weinstein Company
- Vitez za volanom (2008), angleško »Knight Rider«